# Sean Murphy (beisbolista)
Sean Michael Murphy (Peekskill, Nueva York, 4 de octubre de 1994), más conocido como Sean Murphy, es un jugador profesional estadounidense de béisbol que se desempeña en la posición de cácher en Atlanta Braves, equipo de las Grandes Ligas de Béisbol (MLB). Logró obtener un Guante de Oro.

## Carrera
Murphy jugó como profesional cuatro temporadas en Oakland Athletics (2019-2022), después pasó a Atlanta Braves, donde lleva jugando dos temporadas.

## Premios
Fue galardonado con el Guante de Oro en una oportunidad (2021).